# 2024-es NBA-draft
A 2024-es NBA-draft a National Basketball Association 78. játékosbörzéje, amelyben az Egyesült Államok amatőr egyetemi játékosait választották, nemzetközi játékosokkal kiegészítve. A jelenlegi két fordulós formátum 1989-es bevezetése óta ez volt az első draft, amelyet több napon rendeztek.
Az első fordulóra 2024. június 26-án került sor, a brooklyni Barclays Centerben, míg a másodikra másnap, az ESPN manhattani Seaport District Stúdiójában. A második fordulóban két perc helyett négyet kaptak a csapatok döntésük meghozatalára. Sorozatban a harmadik évben csak 58 választást kaptak a csapatok a megszokott 60 helyett, mert a Philadelphia 76erst és a Phoenix Sunst is megbüntették játékosszerződtetési szabálysértések miatt.
Az első választás az Atlanta Hawks csapatáé volt, amelyet Zaccharie Risacher kiválasztására használtak, Risacher sorozatban a második francia játékos lett, akit elsőként kiválasztottak, Victor Wembanyama után. Franciaország mindössze a második nemzet lett, amelynek egy drafton három játékosát is az első tíz helyen választották ki (Risacher mellett Alex Sarr és Tidjane Salaün).

## Választások
| PG | irányító | SG | dobóhátvéd | SF | alacsonybedobó | PF | erőcsatár | C | center |

| # | Soha nem lépett pályára az NBA-ben |
| ~ | Megnyerte Az év újonca díjat       |

| Ford. | Választás                                                                                        | Játékos                                                                                          | Po.                                                                                              | Nemzetiségjegyz.                                                                                 | Csapat | Iskola/Csapat                                                                                    |
| ----- | ------------------------------------------------------------------------------------------------ | ------------------------------------------------------------------------------------------------ | ------------------------------------------------------------------------------------------------ | ------------------------------------------------------------------------------------------------ | --- | ------------------------------------------------------------------------------------------------ |
| 1     | 1                                                                                                | Zaccharie Risacher                                                                               | SF                                                                                               | Franciaország                                                                                    | Atlanta Hawks | JL Bourg (Franciaország)                                                                         |
| 1     | 2                                                                                                | Alex Sarr                                                                                        | C                                                                                                | Franciaország                                                                                    | Washington Wizards | Perth Wildcats (Ausztrália)                                                                      |
| 1     | 3                                                                                                | Reed Sheppard                                                                                    | SG                                                                                               | Egyesült Államok                                                                                 | Houston Rockets (Brooklynból)                                                                                         | Kentucky (első éves)                                                                             |
| 1     | 4                                                                                                | Stephon Castle~                                                                                  | PG                                                                                               | Egyesült Államok                                                                                 | San Antonio Spurs | UConn (első éves)                                                                                |
| 1     | 5                                                                                                | Ron Holland                                                                                      | SF                                                                                               | Egyesült Államok                                                                                 | Detroit Pistons | NBA G-League Ignite (NBA G-League)                                                               |
| 1     | 6                                                                                                | Tidjane Salaün                                                                                   | SF                                                                                               | Franciaország                                                                                    | Charlotte Hornets | Cholet Basket (Franciaország)                                                                    |
| 1     | 7                                                                                                | Donovan Clingan                                                                                  | C                                                                                                | Egyesült Államok                                                                                 | Portland Trail Blazers                                                                                                | UConn (másodéves)                                                                                |
| 1     | 8                                                                                                | Rob Dillingham                                                                                   | PG/SG                                                                                            | Egyesült Államok                                                                                 | San Antonio Spurs (Torontóból, Minnesotába küldve)                                                                    | Kentucky (első éves)                                                                             |
| 1     | 9                                                                                                | Zach Edey                                                                                        | C                                                                                                | Kanada                                                                                           | Memphis Grizzlies | Purdue (negyedéves)                                                                              |
| 1     | 10                                                                                               | Cody Williams                                                                                    | SG/SF                                                                                            | Egyesült Államok                                                                                 | Utah Jazz | Colorado (első éves)                                                                             |
| 1     | 11                                                                                               | Matas Buzelis                                                                                    | SF/PF                                                                                            | Egyesült Államok · Litvánia                                                                      | Chicago Bulls | NBA G-League Ignite (NBA G-League)                                                               |
| 1     | 12                                                                                               | Nikola Topić#                                                                                    | PG                                                                                               | Szerbia                                                                                          | Oklahoma City Thunder (Houstonból)                                                                                    | KK Crvena zvezda (Szerbia)                                                                       |
| 1     | 13                                                                                               | Devin Carter                                                                                     | SG                                                                                               | Egyesült Államok                                                                                 | Sacramento Kings | Providence (harmadéves)                                                                          |
| 1     | 14                                                                                               | Bub Carrington                                                                                   | SG                                                                                               | Egyesült Államok                                                                                 | Portland Trail Blazers (a Golden State-től, Memphisen és Bostonon keresztül, Washingtonba küldve)                     | Pittsburgh (első éves)                                                                           |
| 1     | 15                                                                                               | Kel'el Ware                                                                                      | C                                                                                                | Egyesült Államok                                                                                 | Miami Heat | Indiana (másodéves)                                                                              |
| 1     | 16                                                                                               | Jared McCain                                                                                     | PG                                                                                               | Egyesült Államok                                                                                 | Philadelphia 76ers | Duke (első éves)                                                                                 |
| 1     | 17                                                                                               | Dalton Knecht                                                                                    | SF                                                                                               | Egyesült Államok                                                                                 | Los Angeles Lakers | Tennessee (negyedéves)                                                                           |
| 1     | 18                                                                                               | Tristan da Silva                                                                                 | PF                                                                                               | Németország · Brazília                                                                           | Orlando Magic | Colorado (negyedéves)                                                                            |
| 1     | 19                                                                                               | Ja'Kobe Walter                                                                                   | SG                                                                                               | Egyesült Államok                                                                                 | Toronto Raptors (Indianából)                                                                                          | Baylor (első éves)                                                                               |
| 1     | 20                                                                                               | Jaylon Tyson                                                                                     | SF                                                                                               | Egyesült Államok                                                                                 | Cleveland Cavaliers                                                                                                   | Kalifornia (harmadéves)                                                                          |
| 1     | 21                                                                                               | Yves Missi                                                                                       | C                                                                                                | Kamerun                                                                                          | New Orleans Pelicans (Milwaukee-ból)                                                                                  | Baylor (első éves)                                                                               |
| 1     | 22                                                                                               | DaRon Holmes II#                                                                                 | PF                                                                                               | Egyesült Államok                                                                                 | Phoenix Suns (Denverbe küldve)                                                                                        | Dayton (harmadéves)                                                                              |
| 1     | 23                                                                                               | AJ Johnson                                                                                       | SG                                                                                               | Egyesült Államok                                                                                 | Milwaukee Bucks (New Orleans-ből)                                                                                     | Illawarra Hawks (Ausztrália)                                                                     |
| 1     | 24                                                                                               | Kyshawn George                                                                                   | SG                                                                                               | Svájc                                                                                            | New York Knicks (Dallasból, Washingtonba küldve)                                                                      | Miami (első éves)                                                                                |
| 1     | 25                                                                                               | Pacôme Dadiet                                                                                    | SF                                                                                               | Franciaország                                                                                    | New York Knicks | Ratiopharm Ulm (Németország)                                                                     |
| 1     | 26                                                                                               | Dillon Jones                                                                                     | SF                                                                                               | Egyesült Államok                                                                                 | Washington Wizards (a Clipperstől, Oklahoma Cityn és Dallason keresztül, Oklahoma Citybe küldve New Yorkon keresztül) | Weber State (negyedéves)                                                                         |
| 1     | 27                                                                                               | Terrence Shannon Jr.                                                                             | SG                                                                                               | Egyesült Államok                                                                                 | Minnesota Timberwolves                                                                                                | Illinois (negyedéves)                                                                            |
| 1     | 28                                                                                               | Ryan Dunn                                                                                        | SF                                                                                               | Egyesült Államok                                                                                 | Denver Nuggets (Phoenixbe küldve)                                                                                     | Virginia (másodéves)                                                                             |
| 1     | 29                                                                                               | Isaiah Collier                                                                                   | PG                                                                                               | Egyesült Államok                                                                                 | Utah Jazz (Oklahoma Cityből, Indianán és Torontón keresztül)                                                          | USC (első éves)                                                                                  |
| 1     | 30                                                                                               | Baylor Scheierman                                                                                | SG/SF                                                                                            | Egyesült Államok                                                                                 | Boston Celtics | Creighton (negyedéves)                                                                           |
| 2     | 31                                                                                               | Jonathan Mogbo                                                                                   | PF                                                                                               | Egyesült Államok                                                                                 | Toronto Raptors (Detroitból, a Clippersen és New Yorkon keresztül)                                                    | San Francisco (harmadéves)                                                                       |
| 2     | 32                                                                                               | Kyle Filipowski                                                                                  | PF/C                                                                                             | Egyesült Államok                                                                                 | Utah Jazz (Washingtonból, Brooklynon és Detroiton keresztül)                                                          | Duke (másodéves)                                                                                 |
| 2     | 33                                                                                               | Tyler Smith                                                                                      | SF/PF                                                                                            | Egyesült Államok                                                                                 | Milwaukee Bucks (Portlandból, Sacramentón keresztül)                                                                  | NBA G-League Ignite (NBA G-League)                                                               |
| 2     | 34                                                                                               | Tyler Kolek                                                                                      | PG                                                                                               | Egyesült Államok                                                                                 | Portland Trail Blazers (Charlotte-ból, New Orleans-en, Oklahoma Cityn és Denveren keresztül New Yorkba küldve)        | Marquette (negyedéves)                                                                           |
| 2     | 35                                                                                               | Johnny Furphy                                                                                    | SG/SF                                                                                            | Ausztrália                                                                                       | San Antonio Spurs (Indianába küldve)                                                                                  | Kansas (első éves)                                                                               |
| 2     | 36                                                                                               | Juan Núñez#                                                                                      | PG                                                                                               | Spanyolország                                                                                    | Indiana Pacers (Torontóból, Memphisen, a Clippersön, Philadelphián keresztül, San Antonióba küldve)                   | Ratiopharm Ulm (Németország)                                                                     |
| 2     | 37                                                                                               | Bobi Klintman                                                                                    | SF/PF                                                                                            | Svédország                                                                                       | Minnesota Timberwolves (Memphisből, Oklahoma Cityn, Washingtonon, a Lakersön keresztül, Detroitba küldve)             | Cairns Taipans (Ausztrália)                                                                      |
| 2     | 38                                                                                               | Ajay Mitchell                                                                                    | PG/SG                                                                                            | Belgium                                                                                          | New York Knicks (Utah-ból, Oklahoma Citybe küldve)                                                                    | UC Santa Barbara (harmadéves)                                                                    |
| 2     | 39                                                                                               | Jaylen Wells                                                                                     | SF                                                                                               | Egyesült Államok                                                                                 | Memphis Grizzlies (Brooklynból, Houstonon keresztül)                                                                  | Washington State (harmadéves)                                                                    |
| 2     | 40                                                                                               | Oso Ighodaro                                                                                     | PF/C                                                                                             | Egyesült Államok                                                                                 | Portland Trail Blazers (Atlantából, Phoenixbe küldve New Yorkon keresztül)                                            | Marquette (negyedéves)                                                                           |
| 2     | 41                                                                                               | Adem Bona                                                                                        | PF/C                                                                                             | Törökország                                                                                      | Philadelphia 76ers (Chicagóból, New Orleans-en, San Antonión és Bostonon keresztül)                                   | UCLA (másodéves)                                                                                 |
| 2     | 42                                                                                               | KJ Simpson                                                                                       | PG                                                                                               | Egyesült Államok                                                                                 | Charlotte Hornets (Houstonból, Oklahoma Cityn keresztül)                                                              | Colorado (harmadéves)                                                                            |
| 2     | 43                                                                                               | Nikola Đurišić#                                                                                  | SG/SF                                                                                            | Szerbia                                                                                          | Miami Heat (Atlantába küldve)                                                                                         | KK Mega Basket (Szerbia)                                                                         |
| 2     | 44                                                                                               | Pelle Larsson                                                                                    | SG/SF                                                                                            | Svédország                                                                                       | Houston Rockets (a Golden State-től, Atlantán keresztül, Miamiba küldve)                                              | Arizona (negyedéves)                                                                             |
| 2     | 45                                                                                               | Jamal Shead                                                                                      | PG                                                                                               | Egyesült Államok                                                                                 | Sacramento Kings (Torontóba küldve)                                                                                   | Houston (negyedéves)                                                                             |
| 2     | 46                                                                                               | Cam Christie                                                                                     | SG                                                                                               | Egyesült Államok                                                                                 | Los Angeles Clippers (Indianából, Milwaukee-n és Memphisen keresztül)                                                 | Minnesota (első éves)                                                                            |
| 2     | 47                                                                                               | Antonio Reeves                                                                                   | SG/SF                                                                                            | Egyesült Államok                                                                                 | Orlando Magic (New Orleans-be küldve)                                                                                 | Kentucky (negyedéves)                                                                            |
| 2     | 48                                                                                               | Harrison Ingram                                                                                  | SF/PF                                                                                            | Egyesült Államok                                                                                 | San Antonio Spurs (a Lakerstől, Memphisen keresztül)                                                                  | North Carolina (harmadéves)                                                                      |
| 2     | Philadelphia 76ers (szabálysértések miatt megfosztva választási jogtól)                          | Philadelphia 76ers (szabálysértések miatt megfosztva választási jogtól)                          | Philadelphia 76ers (szabálysértések miatt megfosztva választási jogtól)                          | Philadelphia 76ers (szabálysértések miatt megfosztva választási jogtól)                          | Philadelphia 76ers (szabálysértések miatt megfosztva választási jogtól)                                               | Philadelphia 76ers (szabálysértések miatt megfosztva választási jogtól)                          |
| 2     | 49                                                                                               | Tristen Newton                                                                                   | PG/SG                                                                                            | Egyesült Államok                                                                                 | Indiana Pacers (Clevelandből)                                                                                         | UConn (negyedéves)                                                                               |
| 2     | 50                                                                                               | Enrique Freeman                                                                                  | SF/PF                                                                                            | Egyesült Államok · Puerto Rico                                                                   | Indiana Pacers (New Orleans-ből)                                                                                      | Akron (negyedéves)                                                                               |
| 2     | 51                                                                                               | Melvin Ajinça#                                                                                   | SF                                                                                               | Franciaország                                                                                    | New York Knicks (Phoenixból, Washingtonon keresztül, Dallasba küldve)                                                 | Saint-Quentin BB (Franciaország)                                                                 |
| 2     | 52                                                                                               | Quinten Post                                                                                     | C                                                                                                | Hollandia                                                                                        | Golden State Warriors (Milwaukee-ból, Indianán keresztül, Golden State-hez küldve Portlanden keresztül)               | Boston College (negyedéves)                                                                      |
| 2     | 53                                                                                               | Cam Spencer                                                                                      | SG                                                                                               | Egyesült Államok                                                                                 | Detroit Pistons (New Yorkból, Charlotte-on és Philadelphián keresztül, Memphisbe küldve Minnesotán keresztül)         | UConn (negyedéves)                                                                               |
| 2     | 54                                                                                               | Anton Watson#                                                                                    | PF                                                                                               | Egyesült Államok                                                                                 | Boston Celtics (Dallasból, Sacramentón keresztül)                                                                     | Gonzaga (negyedéves)                                                                             |
| 2     | 55                                                                                               | Bronny James                                                                                     | SG                                                                                               | Egyesült Államok                                                                                 | Los Angeles Lakers (a Clipperstől)                                                                                    | USC (első éves)                                                                                  |
| 2     | 56                                                                                               | Kevin McCullar Jr.#                                                                              | SG                                                                                               | Egyesült Államok                                                                                 | Denver Nuggets (Minnesotából, Oklahoma Cityn keresztül, New Yorkba küldve Phoenixen keresztül)                        | Kansas (negyedéves)                                                                              |
| 2     | 57                                                                                               | Ulrich Chomche                                                                                   | PF/C                                                                                             | Kamerun                                                                                          | Memphis Grizzlies (Oklahoma Cityből, Atlantán és Houstonon keresztül, Torontóba küldve Minnesotán keresztül)          | APR BBC (Ruanda)                                                                                 |
| 2     | Phoenix Suns (Denverből, Orlandón keresztül; szabálysértések miatt megfosztva választási jogtól) | Phoenix Suns (Denverből, Orlandón keresztül; szabálysértések miatt megfosztva választási jogtól) | Phoenix Suns (Denverből, Orlandón keresztül; szabálysértések miatt megfosztva választási jogtól) | Phoenix Suns (Denverből, Orlandón keresztül; szabálysértések miatt megfosztva választási jogtól) | Phoenix Suns (Denverből, Orlandón keresztül; szabálysértések miatt megfosztva választási jogtól)                      | Phoenix Suns (Denverből, Orlandón keresztül; szabálysértések miatt megfosztva választási jogtól) |
| 2     | 58                                                                                               | Ariel Hukporti                                                                                   | C                                                                                                | Németország                                                                                      | Dallas Mavericks (Bostonból, Charlotte-on keresztül, New Yorkba küldve)                                               | MHP Riesen Ludwigsburg (Németország)                                                             |

Megjegyzések
- A játékos által képviselt válogatott. Ha egy játékos még egy nemzetet se képviselt, akkor a FIBA szabályai alapján képviselhető nemzete van feltüntetve.

## Drafttal kapcsolatos tranzakciók
1. 1 2  2021. január 16: Brooklyn Nets – Houston Rockets (négycsapatos megegyezés Clevelanddel és Indianával)[6][7][8]
  - Houston kapta: Victor Oladipo, Dante Exum, Rodions Kurucs, 2022-es, 2024-es és 2026-os első köri választás, 2021-es, 2023-as, 2025-ös és 2027-es első köri választáscsere, Milwaukee 2022-es első köri választása
  - Brooklyn kapta: James Harden
  - Cleveland kapta: Jarrett Allen, Taurean Prince
  - Indiana kapta: Caris LeVert, két második köri választás
2. ↑  2023. február 9.: Toronto Raptors – San Antonio Spurs[9]
  - San Antonio kapta: Khem Birch, 2024-es első köri választás, 2023-as és 2025-ös második köri választás
  - Toronto kapta: Jakob Pöltl
3. ↑  2024. június 26.: San Antonio Spurs – Minnesota Timberwolves[10][11]
  - Minnesota kapta: Rob Dillingham draftjoga (#8)
  - San Antonio kapta: 2031-es első köri választás, 2030-as első köri választáscsere
4. ↑  2019. július 16.: Houston Rockets – Oklahoma City Thunder[12][13]
  - Oklahoma City kapta: Chris Paul, 2024-es és 2026-os első köri választás, 2021-es és 2025-ös első köri választáscsere
  - Houston kapta: Russell Westbrook
5. ↑  2019. július 7.: Golden State Warriors – Memphis Grizzlies[14]
  - Memphis kapta: Andre Iguodala, 2024-es első köri választás, pénzösszeg
  - Golden State kapta: Julian Washburn

2023. június 23.: Memphis Grizzlies – Boston Celtics (háromcsapatos megegyezés Washingtonnal)[15]
  - Boston kapta: Kristaps Porziņģis, 2023-as első köri választás, Golden State 2024-es első köri választása
  - Memphis kapta: Marcus Smart
  - Washington kapta: Tyus Jones, Danilo Gallinari, Mike Muscala, Boston 2023-as második köri választása

2023. október 1.: Boston Celtics – Portland Trail Blazers[16]
  - Portland kapta: Robert Williams III, Malcolm Brogdon, Golden State 2024-es első köri választása, 2029-es első köri választás
  - Boston kapta: Jrue Holiday
6. ↑  2024. július 6.: Portland Trail Blazers – Washington Wizards[17]
  - Washington kapta: Malcolm Brogdon, Bub Carrington draftjoga (#14), 2029-es első köri választás, 2028-as és 2030-as második köri választás
  - Portland kapta: Deni Avdija
7. ↑  New Orleans 2025-ig halasztotta a választás átvételét.[18]
8. 1 2 3  2024. január 17.: Indiana Pacers – Toronto Raptors (háromcsapatos megegyezés New Orleansszal)[19]
  - Toronto kapta: Bruce Brown Jr., Jordan Nwora, Kira Lewis Jr., Indiana 2024-es első köri választása, Utah, a Clippers, Houston és Oklahoma City 2024-es első köri választásai közül a legrosszabb, 2026-os védett első köri választás
  - Indiana kapta: Pascal Siakam, New Orleans 2024-es második köri választása
  - New Orleans kapta: pénzösszeg
9. 1 2 3  2020. november 24.: Milwaukee Bucks – New Orleans Pelicans (négycsapatos megegyezés Oklahoma Cityvel és Denverrel)[20]
  - New Orleans kapta: Steven Adams, Eric Bledsoe, 2025-ös és 2027-es első köri választás, 2024-es és 2026-os első köri választáscsere Milwaukee-val
  - Milwaukee kapta: Jrue Holiday, Sam Merrill draftjoga
  - Denver kapta: R. J. Hampton draftjoga
  - Oklahoma City kapta: George Hill, Zylan Cheatham, Josh Gray, Darius Miller, Kenrich Williams, első köri választás Denvertől, második köri választás New Orleans-től (2023-ban Washingtonon keresztül és 2024-ben Charlotte-on keresztül)
10. 1 2 3  2024. június 26.: Phoenix Suns – Denver Nuggets[21][22]
  - Denver kapta: DaRon Holmes II draftjoga (#22)
  - Phoenix kapta: Ryan Dunn draftjoga (#28), 2024-es draft 56. választása, 2026-os és 2031-es második köri választás
11. ↑  2019. január 31.: Dallas Mavericks – New York Knicks[23]
  - New York kapta: DeAndre Jordan, Dennis Smith Jr., Wesley Matthews, két első köri választás
  - Dallas kapta: Kristaps Porziņģis, Tim Hardaway Jr., Trey Burke, Courtney Lee
12. 1 2 3  2024. június 26.: New York Knicks – Washington Wizards[24]
  - Washington kapta: Kyshawn George draftjoga (#24)
  - New York kapta: Dillon Jones draftjoga (#26), a 2024-es draft 51. választása (Melvin Ajinça)
13. ↑  2019. július 19.: Los Angeles Clippers – Oklahoma City Thunder[25]
  - Oklahoma City kapta: Shai Gilgeous-Alexander, Danilo Gallinari, 2022-es, 2024-es és 2026-os első köri választás, Miami 2021-es és 2023-as első köri választása, 2023-as és 2025-ös első köri választáscsere
  - L. A. Clippers kapta: Paul George

2024. február 8.: Oklahoma City Thunder – Dallas Mavericks[26]
  - Dallas kapta: 2024-es első köri választás
  - Oklahoma City kapta: 2028-as első köri választáscsere

2024. február 8.: Dallas Mavericks – Washington Wizards[27]
  - Washington kapta: Richaun Holmes, 2024-es első köri választás
  - Dallas kapta: Daniel Gafford
14. ↑  2024. június 26.: New York Knicks – Oklahoma City Thunder[24][28]
  - Oklahoma City kapta: Dillon Jones draftjoga
  - New York kapta: öt második köri választás
15. 1 2  2023. június 23.: Oklahoma City Thunder – Indiana Pacers (négycsapatos megegyezés Denverrel és a Los Anegeles Lakersszel)[29][30][31]
  - Indiana kapta: Mojave King draftjoga, Oklahoma City négy 2024-es első köri választása közül a legrosszabb, pénzösszeg
  - Oklahoma City kapta: 2029-es első köri választás
  - Denver kapta: Julian Strawther draftjoga, Jalen Pickett draftjoga, Hunter Tyson draftjoga, 2024-es második köri választás
  - L.A. Lakers kapta: Maxwell Lewis draftjoga
16. ↑  2024. február 9.: Toronto Raptors – Utah Jazz[32]
  - Utah kapta: Kira Lewis Jr., Otto Porter Jr., Utah, a Clippers, Houston, és Oklahoma City 2024-es első köri választása közül a legrosszabb
  - Toronto kapta: Kelly Olynyk, Ochai Agbaji
17. ↑  2020. november 19.: Detroit Pistons – Los Angeles Clippers (háromcsapatos megegyezés Brooklynnal)[33]
  - L.A. Clippers kapta: Jay Scrubb draftjoga, Luke Kennard, Justin Patton, Portland 2023-as második köri választása, Detroit 2024-es, 2025-ös és 2026-os második köri választásaa
  - Detroit kapta: Saddiq Bey draftjoga, Džanan Musa, Jaylen Hands draftjoga, Rodney McGruder, Toronto 2021-es második köri választása, pénzösszeg
  - Brooklyn kapta: Landry Shamet, Bruce Brown, Reggie Perry draftjoga

2021. július 29.: Los Angeles Clippers – New York Knicks[34]
  - New York kapta: Quentin Grimes draftjoga , egy második köri választás
  - L.A. Clippers kapta: Keon Johnson draftjoga

2023. december 30: New York Knicks – Toronto Raptors[35]
  - Toronto kapta: Immanuel Quickley, RJ Barrett, 2024-es második köri választás
  - New York kapta: OG Anunoby, Precious Achiuwa, Malachi Flynn
18. 1 2  2021. augusztus 6.: Washington Wizards – Brooklyn Nets (ötcsapatos megegyezés a Los Angeles Lakersszel, San Antonióval és Indianával)[36]
  - Brooklyn kapta: Nikola Milutinov draftjoga, 2024-es második köri választás, 2025-ös második köri választáscsere Washingtonnal
  - L.A. Lakers kapta: Russell Westbrook, 2023-as, 2024-es és 2028-as második köri választás
  - Indiana kapta: Isaiah Jackson draftjoga
  - Washington kapta: Spencer Dinwiddie, Aaron Holiday, Kentavious Caldwell-Pope, Kyle Kuzma, Montrezl Harrell, Isaiah Todd draftjoga, pénzösszeg
  - San Antonio kapta: 2022-es második köri választás, Chandler Hutchison
19. ↑  2021. szeptember 3.: Brooklyn Nets – Detroit Pistons[37]
  - Detroit kapta: DeAndre Jordan, 2022-es, 2024-es, 2025-ös és 2027-es második köri választás, pénzösszeg
  - Brooklyn kapta: Sekou Doumbouya, Jahlil Okafor

2024. február 8.: Detroit Pistons – Utah Jazz[38]
  - Utah kapta: Kevin Knox II, Gabriele Procida draftjoga, 2024-es második köri választás
  - Detroit kapta: Simone Fontecchio
20. ↑  2020. január 20.: Portland Trail Blazers – Sacramento Kings[39]
  - Sacramento kapta: Kent Bazemore, Anthony Tolliver, 2024-es és 2025-ös második köri választás
  - Portland kapta: Trevor Ariza, Wenyen Gabriel, Caleb Swanigan

2022. február 10.: Sacramento – Milwaukee (négycsapatos megegyezés a Los Angeles Clippersszel és Detroittal[40]
  - Milwaukee kapta: Serge Ibaka, 2023-as és 2024-es második köri választás, pénzösszeg
  - Sacramento kapta: Donte DiVincenzo, Josh Jackson, Trey Lyles, David Michineau draftjoga
  - L.A. Clippers kapta: Rodney Hood, Semi Ojeleye, Vanja Marinković draftjoga
  - Detroit kapta: Marvin Bagley III
21. ↑  2020. november 18.: Charlotte Hornets – New Orleans Pelicans[41]
  - New Orleans kapta: 2024-es második köri választás
  - Charlotte kapta: Nick Richards draftjoga
22. ↑   2022. június 23.: Oklahoma City Thunder – Denver Nuggets[42]
  - Denver kapta: Peyton Watson draftjoga, két második köri választás
  - Oklahoma City kapta: JaMychal Green, 2027-es védett első köri választás
23. ↑  2022. június 23.: Denver Nuggets – Portland Trail Blazers[43]
  - Portland kapta: 2024-es második köri választás
  - Denver kapta: Ismaël Kamagate draftjoga
24. ↑  2024. június 27.: Portland Trail Blazers – New York Knicks[44][45]
  - New York kapta: Tyler Kolek draftjoga
  - Portland kapta: 2027-es, 2029-es és 2030-as második köri választás, Dani Díez draftjoga
25. 1 2  2024. július 6.: San Antonio Spurs – Indiana Pacers[46]
  - Indiana kapta: Johnny Furphy draftjoga
  - San Antonio kapta: Juan Núñez draftjoga, pénzösszeg
26. ↑  2020. november 18.: Toronto Raptors – Memphis Grizzlies[47]
  - Memphis kapta: Jonas Valančiūnas, Delon Wright, C. J. Miles, 2024-es második köri választás
  - Toronto kapta: Marc Gasol
27. 1 2  2023. február 9.: Memphis Grizzlies – Los Angeles Clippers (háromcsapatos megegyezés Houstonnal)[48]
  - L.A. Clippers kapta: Eric Gordon, három második köri választás
  - Memphis kapta: Luke Kennard
  - Houston kapta: John Wall, Danny Green, 2023-as első köri választáscsere Milwaukee és a Clippers választásai között
28. ↑  2023. november 1.: Los Angeles Clippers – Philadelphia 76ers (háromcsapatos megegyezés Oklahoma Cityvel)[49]
  - Philadelphia kapta: Nicolas Batum, Robert Covington, Kenyon Martin Jr., Marcus Morris Sr., 2026-os és 2028-as első köri választás, 2029-es választáscsere, 2024-es és 2029-es második köri választás, pénzösszeg
  - L.A. Clippers kapta: James Harden, Filip Petrušev, P. J. Tucker
  - Oklahoma City kapta: 2027-es első köri választáscsere

2024. február 8.: Philadelphia 76ers – Indiana Pacers (háromcsapatos megegyezés San Antonióval)[50]
  - Indiana kapta: Doug McDermott, Furkan Korkmaz, 2024-es és 2029-es második köri választás, pénzösszeg
  - Philadelphia kapta: Buddy Hield
  - San Antonio kapta: Marcus Morris Sr., 2029-es második köri választás, pénzösszeg.
29. ↑  2019. július 6.: Memphis Grizzlies – Oklahoma City Thunder[51][52]
  - Oklahoma City kapta: Darius Bazley draftjoga, 2024-es második köri választás
  - Memphis kapta: Brandon Clarke draftjoga

2020. november 19.: Oklahoma City Thunder – Washington Wizards[53]
  - Washington kapta: Cassius Winston draftjoga és 2024-es második köri választás
  - Oklahoma City kapta: Admiral Schofield és Vít Krejčí draftjoga
30. ↑  2019. július 6.: Los Angeles Lakers – Minnesota Timberwolves (háromcsapatos megegyezés Utah-val)[54]
  - Minnesota kapta: Mike Conley Jr., Nickeil Alexander-Walker, Utah 2025-ös és 2026-os második köri választása, a Lakers 2024-es második köri választás
  - L.A. Lakers kapta: Jarred Vanderbilt, Malik Beasley, D’Angelo Russell
  - Utah kapta: Russell Westbrook, Juan Toscano-Anderson, Damian Jones, a Lakers 2027-es második köri választása
31. 1 2  2024. július 6.: Minnesota Timberwolves – Detroit Pistons[55]
  - Detroit kapta: Wendell Moore Jr., Bobi Klintman draftjoga
  - Minnesota kapta: Cam Spencer draftjoga
32. ↑  2020. november 23.: Utah Jazz – New York Knicks[56]
  - New York kapta: Ed Davis, két második köri választás
  - Utah kapta: pénzösszeg
33. 1 2 3  2024. június 28.: New York Knicks – Oklahoma City Thunder (négycsapatos megegyezés Portlanddel és a Golden State-tel)[57]
  - Oklahoma City kapta: Ajay Mitchell draftjoga
  - New York kapta: Oso Ighodaro draftjoga, pénzösszeg
  - Portland kapta: Quinten Post draftjoga, pénzösszeg
  - Golden State kapta: Lindy Waters III
34. ↑  2021. október 6.: Brooklyn Nets – Houston Rockets[58]
  - Houston kapta: Sekou Doumbouya, 2024-es második köri választás
  - Brooklyn kapta: pénzösszeg
35. 1 2  2024. február 1.: Houston Rockets – Memphis Grizzlies[59]
  - Memphis kapta: Victor Oladipo, három második köri választás
  - Houston kapta: Steven Adams
36. ↑  2023. február 9.: Atlanta Hawks – Portland Trail Blazers (négycsapatos megegyezés a Golden State-tel és Detroittal[60][61]
  - Portland kapta: Kevin Knox II, 2023-as, 2024-es, 2025-ös, 2026-os és 2028-as második köri választás
  - Atlanta kapta: Saddiq Bey
  - Golden State kapta: Gary Payton II, 2026-os és 2028-as második köri választás
  - Detroit kapta: James Wiseman
37. 1 2  2024. június 27.: New York Knicks – Phoenix Suns[62]
  - Phoenix kapta: Oso Ighodaro draftjoga
  - New York kapta: Kevin McCullar Jr. draftjoga, második köri választás
38. ↑  2021. augusztus 8.: Chicago Bulls – New Orleans Pelicans[63]
  - New Orleans kapta: Tomáš Satoranský, Garrett Temple, 2024-es második köri választás, pénzösszeg
  - Chicago kapta: Lonzo Ball

2023. február 9.: New Orleans Pelicans – San Antonio Spurs[64]
  - San Antonio kapta: Devonte’ Graham, négy második köri választás
  - New Orleans kapta: Josh Richardson

2023. július 12.: San Antonio Spurs – Boston Celtics (háromcsapatos megegyezés Dallasszal)[65]
  - Boston kapta: 2024-es és 2030-as második köri választás, 2025-ös választáscsere Dallasszal
  - San Antonio kapta: Reggie Bullock, 2030-as első köri választáscsere Dallasszal
  - Dallas kapta: Grant Williams, 2025-ös és 2028-as második köri választás

2024. február 8.: Boston Celtics – Philadelphia 76ers[66]
  - Philadelphia kapta: 2024-es második köri választás
  - Boston kapta: Jaden Springer
39. ↑  2023. július 12.: Houston Rockets – Oklahoma City (ötcsapatos megegyezés Atlantával, a Los Angeles Clippersszel és Memphisszel)[67]
  - Oklahoma City kapta: Patty Mills, 2024-es, 2029-es és 2030-as második köri választás
  - Houston kapta: Dillon Brooks, Alpha Kaba draftjoga, két második köri választás
  - Atlanta kapta: Usman Garuba, TyTy Washington Jr., két második köri választás, pénzösszeg
  - L.A. Clippers kapta: Kenyon Martin Jr.
  - Memphis kapta: Josh Christopher

2023. február 9.: Oklahoma City – Charlotte Hornets[68]
  - Charlotte kapta: Dāvis Bertāns, Tre Mann, Vasilije Micić, 2024-es és 2025-ös második köri választás
  - Oklahoma City kapta: Gordon Hayward
40. 1 2  2024. június 28.: Miami Heat – Atlanta Hawks (háromcsapatos megegyezés Houstonnal)[69]
  - Atlanta kapta: Nikola Đurišić draftjoga
  - Miami kapta: Pelle Larsson draftjoga, pénzösszeg
  - Houston kapta: AJ Griffin
41. ↑  2019. június 20: Golden State Warriors – Atlanta Hawks[70]
  - Atlanta kapta: 2024-es második köri választás, pénzösszeg
  - Golden State kapta: 2019-es második köri választás

2020. február 5.: Atlanta Hawks – Houston Rockets (négycsapatos megegyezés Denverrel és Minnesotával)[71]
  - Houston kapta: Robert Covington, Jordan Bell, Golden State 2024-es második köri választás
  - Atlanta kapta: Clint Capela, Nenê
  - Denver kapta: Keita Bates-Diop, Shabazz Napier, Noah Vonleh, Gerald Green, 2020-as első köri választás
  - Minnesota kapta: Malik Beasley, Juan Hernangómez, Jarred Vanderbilt, Evan Turner, Brooklyn lottóvédett 2020-as első köri választás (Atlantából)
42. ↑  2024. június 28.: Sacramento Kings – Toronto Raptors[72]
  - Toronto kapta: Davion Mitchell, Sasha Vezenkov, Jamal Shead draftjoga, 2025-ös második köri választás
  - Sacramento kapta: Jalen McDaniels
43. ↑  2021. július 29.: Indiana Pacers – Milwaukee Bucks[73]
  - Milwaukee kapta: Szandro Mamukelasvili draftjoga, Jórgosz Kalaídzákisz, két második köri választás
  - Indiana kapta: Isaiah Todd draftjoga

2021. augusztus 7.: Milwaukee Bucks – Memphis Grizzlies[74]
  - Memphis kapta: Sam Merrill, két második köri választás
  - Milwaukee kapta: Grayson Allen
44. ↑  2024. június 27.: Orlando Magic – New Orleans Pelicans[75][76]
  - New Orleans kapta: Antonio Reeves draftjoga
  - Orlando kapta: 2030-as és 2031-es második köri választáscsere
45. ↑  2021. szeptember 11.: Los Angeles Lakers – Memphis Grizzlies[77]
  - Memphis kapta: Marc Gasol, 2024-es második köri választás, pénzösszeg
  - L.A. Lakers kapta: Vang Cselin draftjoga

2022. június 23.: Memphis Grizzlies – San Antonio Spurs[78]
  - San Antonio kapta: 2024-es második köri választás
  - Memphis kapta: Kennedy Chandler draftjoga
46. ↑  2023. június 23.: Phoenix Suns – Washington Wizards (háromcsapatos megegyezés az Indiana Pacersszel)[79]
  - Washington kapta: Chris Paul, Landry Shamet, Bilal Coulibaly draftjoga, 2024-es, 2025-ös, 2026-os, 2027-es, 2028-as 2030-as második köri választás, 2024-es, 2026-os, 2028-as és 2030-as első köri választás, pénzösszeg
  - Phoenix kapta: Bradley Beal, Jordan Goodwin, Isaiah Todd
  - Indiana kapta: Jarace Walker draftjoga két második köri választás
47. 1 2  2024. június 27.: New York Knicks – Dallas Mavericks[80][81]
  - Dallas kapta: Melvin Ajinça draftjoga
  - New York kapta: Ariel Hukporti draftjoga, Petteri Koponen draftjoga, pénzösszeg
48. ↑  2023. február 9.: Milwaukee Bucks – Indiana Pacers (négycsapatos megegyezés Brooklynnal és Phoenix-szel)[82]
  - Indiana kapta: George Hill, Serge Ibaka, Jordan Nwora, hátom második köri választás, pénzösszeg
  - Milwaukee kapta: Jae Crowder
  - Phoenix kapta: Kevin Durant és T. J. Warren
  - Brooklyn kapta: Mikal Bridges, Cameron Johnson, Juan Pablo Vaulet draftjoga, 2023-as, 2025-ös, 2027-es, és 2029-es első köri választás, 2028-as és 2029-es második köri választás, 2028-as első köri választáscsere

2024. február 8.: Indiana Pacers – Golden State Warriors[83]
  - Golden State Warriors kapta: 2024-es második köri választás
  - Indiana kapta: Cory Joseph és 2025-ös védett második köri választás
49. ↑  2024. július 6.: Portland Trail Blazers – Golden State Warriors[84]
  - Golden State kapta: Quinten Post draftjoga
  - Portland kapta: pénzösszeg
50. ↑  2022. június 23.: New York Knicks – Charlotte Hornets[85]
  - Charlotte kapta: 2023-as védett első köri választás, három 2023-as második köri választás, 2024-es második köri választás
  - New York kapta: Jalen Duren draftjoga

2023. február 9.: Charlotte Hornets – Philadelphia 76ers (négycsapatos megegyezés Portlanddel és New Yorkkal)[86]
  - Philadelphia kapta: Jalen McDaniels, 2024-es és 2029-es második köri választás
  - Charlotte kapta: Svi Mykhailiuk, 2023-as és 2027-es második köri választás
  - Portland kapta: Cam Reddish, Matisse Thybulle, Ryan Arcidiacono, 2023-as első köri választás
  - New York kapta: Josh Hart

2024. február 8.: Philadelphia 76ers – Detroit Pistons[87]
  - Detroit kapta: Danuel House Jr., 2024-es második köri választás, pénzösszeg
  - Philadelphia kapta: 2028-as második köri választás
51. ↑  2022. június 23.: Dallas Mavericks – Sacramento Kings[88]
  - Sacramento kapta: 2024-es és 2028-as második köri választás
  - Dallas kapta: Jaden Hardy draftjoga

2023. június 28.: Sacramento Kings – Boston Celtics[89][90]
  - Boston kapta: Jordan Walsh draftjoga és egy 2024-es második köri választás
  - Sacramento kapta: Colby Jones draftjoga
52. 1 2  2023. február 10.: Los Angeles Clippers – Los Angeles Lakers (négycsapatos megegyezés Denverrel és Orlandóval)[91][92]
  - L.A. Lakers kapta: Mo Bamba, Davon Reed, 2024-es és 2025-ös második köri választás
  - L.A. Clippers kapta: Bones Hyland
  - Denver kapta: Thomas Bryant
  - Orlando kapta: Patrick Beverley, 2024-es második köri választás, pénzösszeg
53. ↑  2020. november 20.: Minnesota Timberwolves – Oklahoma City Thunder[93]
  - Oklahoma City kapta: James Johnson, Aleksej Pokuševski draftjoga, 2024-es második köri választás
  - Minnesota kapta: Ricky Rubio, Jaden McDaniels draftjoga
54. ↑  2018. július 25.: Oklahoma City Thunder – Atlanta Hawks (háromcsapatos megegyezés Philadelphiával)[94]
  - Atlanta kapta: Carmelo Anthony, Justin Anderson, 2022-es lottóvédett első köri választás (más esetben 2024-es és 2025-ös második köri választás)
  - Oklahoma City kapta: Dennis Schröder and Timothé Luwawu-Cabarrot
  - Philadelphia kapta: Mike Muscala

February 9, 2023: Atlanta Hawks to Houston Rockets[95]
  - Houston kapta: Justin Holiday, Frank Kaminsky, and two future second-round picks
  - Atlanta kapta: Bruno Fernando and Garrison Mathews
55. ↑  2024. július 6.: Minnesota Timberwolves to Toronto Raptors[96]
  - Toronto kapta: Ulrich Chomche draftjoga
  - Minnesota kapta: pénzösszeg
56. ↑  2023. július 18.: Orlando Magic – Phoenix Suns[97]
  - Phoenix kapta: 2024-es, 2026-os és 2028-as második köri választás
  - Orlando kapta: 2026-os első köri választáscsere
57. ↑  2020. november 29.: Boston Celtics – Charlotte Hornets[98]
  - Charlotte kapta: Gordon Hayward, 2023-as és 2024-es második köri választás
  - Boston kapta: 2022-es védett második köri választás

2024. február 9.: Charlotte Hornets – Dallas Mavericks[99]
  - Dallas kapta: P. J. Washington, 2024-es és 2028-as második köri választás
  - Charlotte kapta: Grant Williams, Seth Curry, 2027-es első köri választás

## Draftlottó
|  | Valós lottóeredmény |

| Csapat                                 | 2023–24 | Esélyek | Helyezés valószínűsége | Helyezés valószínűsége | Helyezés valószínűsége | Helyezés valószínűsége | Helyezés valószínűsége | Helyezés valószínűsége | Helyezés valószínűsége | Helyezés valószínűsége | Helyezés valószínűsége | Helyezés valószínűsége | Helyezés valószínűsége | Helyezés valószínűsége | Helyezés valószínűsége | Helyezés valószínűsége |
| Csapat                                 | 2023–24 | Esélyek | 1.                     | 2.                     | 3.                     | 4.                     | 5.                     | 6.                     | 7.                     | 8.                     | 9.                     | 10.                    | 11.                    | 12.                    | 13.                    | 14.                    |
| -------------------------------------- | ------- | ------- | ---------------------- | ---------------------- | ---------------------- | ---------------------- | ---------------------- | ---------------------- | ---------------------- | ---------------------- | ---------------------- | ---------------------- | ---------------------- | ---------------------- | ---------------------- | ---------------------- |
| Detroit Pistons                        | 14–68   | 140     | 14,0%                  | 13,4%                  | 12,7%                  | 12,0%                  | 47,9%                  | –                      | –                      | –                      | –                      | –                      | –                      | –                      | –                      | –                      |
| Washington Wizards                     | 15–67   | 140     | 14,0%                  | 13,4%                  | 12,7%                  | 12,0%                  | 27,8%                  | 20,0%                  | –                      | –                      | –                      | –                      | –                      | –                      | –                      | –                      |
| Charlotte Hornets                      | 21–61   | 133     | 13,3%                  | 12,9%                  | 12,4%                  | 11,7%                  | 15,3%                  | 27,1%                  | 7,4%                   | –                      | –                      | –                      | –                      | –                      | –                      | –                      |
| Portland Trail Blazers                 | 21–61   | 132     | 13,2%                  | 12,8%                  | 12,3%                  | 11,7%                  | 6,8%                   | 24,6%                  | 16,4%                  | 2,2%                   | –                      | –                      | –                      | –                      | –                      | –                      |
| San Antonio Spurs                      | 22–60   | 105     | 10,5%                  | 10,5%                  | 10,6%                  | 10,5%                  | 2,2%                   | 19,6%                  | 26,7%                  | 8,7%                   | 0,6%                   | –                      | –                      | –                      | –                      | –                      |
| Toronto Raptors (San Antonio kapta)    | 25–57   | 90      | 9,0%                   | 9,2%                   | 9,4%                   | 9,6%                   | –                      | 8,6%                   | 29,8%                  | 20,5%                  | 3,7%                   | 0,1%                   | –                      | –                      | –                      | –                      |
| Memphis Grizzlies                      | 27–55   | 75      | 7,5%                   | 7,8%                   | 8,1%                   | 8,5%                   | –                      | –                      | 19,7%                  | 34,1%                  | 12,9%                  | 1,3%                   | <0,1%                  | –                      | –                      | –                      |
| Utah Jazz                              | 31–51   | 60      | 6,0%                   | 6,3%                   | 6,7%                   | 7,2%                   | –                      | –                      | –                      | 34,5%                  | 32,1%                  | 6,7%                   | 0,4%                   | <0,1%                  | –                      | –                      |
| Brooklyn Nets (Houston kapta)          | 32–50   | 45      | 4,5%                   | 4,8%                   | 5,2%                   | 5,7%                   | –                      | –                      | –                      | –                      | 50,7%                  | 25,9%                  | 3,0%                   | 0,1%                   | <0,1%                  | –                      |
| Atlanta Hawks                          | 36–46   | 30      | 3,0%                   | 3,3%                   | 3,6%                   | 4,0%                   | –                      | –                      | –                      | –                      | –                      | 65,9%                  | 19,0%                  | 1,2%                   | <0,1%                  | <0,1%                  |
| Chicago Bulls                          | 39–43   | 20      | 2,0%                   | 2,2%                   | 2,4%                   | 2,8%                   | –                      | –                      | –                      | –                      | –                      | –                      | 77,6%                  | 12,6%                  | 0,4%                   | <0,1%                  |
| Houston Rockets (Oklahoma City kapta)  | 41–41   | 15      | 1,5%                   | 1,7%                   | 1,9%                   | 2,1%                   | –                      | –                      | –                      | –                      | –                      | –                      | –                      | 86,1%                  | 6,7%                   | 0,1%                   |
| Sacramento Kings                       | 46–36   | 8       | 0,8%                   | 0,9%                   | 1,0%                   | 1,1%                   | –                      | –                      | –                      | –                      | –                      | –                      | –                      | –                      | 92,9%                  | 3,3%                   |
| Golden State Warriors (Portland kapta) | 46–36   | 7       | 0,7%                   | 0,8%                   | 0,9%                   | 1,0%                   | –                      | –                      | –                      | –                      | –                      | –                      | –                      | –                      | –                      | 96,6%                  |